# Роберт Нісбет
Роберт Олександр Нісбет (Robert Alexander Nisbet, [ˈnɪzbɪt] ; 30 вересня 1913 — 9 вересня 1996) — американський соціолог, професор Каліфорнійського університету в Берклі, віце-канцлер Каліфорнійського університету в Ріверсайді і Альберта Швейцера, професор Колумбійського університету.

## Життя
Нісбет народився в Лос-Анджелесі в 1913 році. Він виріс з трьома братами та сестрою в невеликому каліфорнійському містечку Марікопа, де його батько керував лісопильним заводом. Його навчання в Каліфорнійському університеті в Берклі завершилося отриманням ступеня доктора філософії з соціології в 1939 році. Його науковим керівником був Фредерік Теґґарт. У Берклі "Нісбет знайшов потужний захист проміжних інституцій у консервативній думці Європи 19-го століття. Нісбет побачив у таких мислителях, як Едмунд Берк та Алексіс де Токвіль - на той час майже невідомих в американській науці - аргумент на користь того, що він називав "консервативним плюралізмом"". Він приєднався до професорсько-викладацького складу в 1939 році. Він приєднався до факультету там у 1939 році 
Після служби в армії Сполучених Штатів під час Другої світової війни, коли він дислокувався на Сайпані на Тихоокеанському театрі, Нісбет заснував кафедру соціології в Берклі та недовго був її головою. Нісбет залишив заплутаний Берклі в 1953 році, щоб стати деканом Каліфорнійського університету в Ріверсайді, а згодом і віце-канцлером. Нісбет залишався в системі Каліфорнійського університету до 1972 року, коли він перейшов до Університету Аризони в Тусоні. Незабаром після цього його призначили на кафедру Альберта Швейцера в Колумбійському університеті. Він був обраний членом Американської академії мистецтв і наук у 1972 році та Американського філософського товариства в 1973 році 
Після виходу на пенсію з Колумбійського університету в 1978 році Нісбет продовжив свою наукову роботу протягом восьми років в Американському інституті підприємництва у Вашингтоні, округ Колумбія. У 1988 році президент Рональд Рейган попросив його прочитати лекцію Джефферсона з гуманітарних наук, спонсоровану Національним фондом гуманітарних наук. Він помер у 82 роки у Вашингтоні, округ Колумбія.

## Ідеї
Перша важлива робота Нісбета, The Quest for Community (Нью-Йорк: Oxford University Press, [1953] 1969), стверджувала, що індивідуалізм сучасної соціальної науки заперечує важливий потяг людини до спільноти, оскільки він залишає людей без допомоги своїх товаришів для боротьби з централізацією. могутність національної держави. Колумніст New York Times Росс Даут назвав це «мабуть, найважливішою працею консервативної соціології ХХ століття».
Нісбет починав свою кар'єру як лівий, але пізніше зізнався, що навернувся до філософського консерватизму. Хоча він постійно описував себе як консерватора, він також «відомо захищав права на аборти та публічно критикував зовнішню політику президента Рональда Рейгана».
Він був співавтором Chronicles. Він особливо займався відстеженням історії та впливу ідеї прогресу. Він кинув виклик звичайним соціологічним теоріям про прогрес і сучасність, наполягаючи на негативних наслідках втрати традиційних форм спільноти, процес, який, на його думку, був значно прискорений Першою світовою війною. За словами британського соціолога Даніеля Черніло, для Нісбета: «Соціологічний інтерес до формування сучасного суспільства полягає в тому, чи може воно відродити форми спільного життя і як, і якщо ні, в розумінні наслідків такого провалу. " Нісбет, таким чином, «перевертає те, що до того часу було основним твердженням про те, що суспільство є важливішим як історично, так і нормативно, ніж спільнота». Черніло також критично зауважив, що «аргумент Нісбета про Велику війну [Першу світову війну], яка знаменує перехід від спільноти до суспільства, пропонує однобічний погляд на історичний процес як однозначний рух до стану занепаду».

### Книги
- 1953 рік. У пошуках спільноти: дослідження етики порядку та свободи
- 1966 рік. Соціологічна традиція
- 1968 рік. Традиція і повстання: історико-соціологічні нариси
- 1969 рік. Соціальні зміни та історія: аспекти західної теорії розвитку
- 1970 рік. Соціальний зв'язок: Вступ до вивчення суспільства
- 1971 рік. Деградація академічної догми: Університет в Америці, 1945–1970
- 1976 рік. Соціологія як вид мистецтва
- 1973 рік. Соціальні філософи: спільнота та конфлікт у західній думці
- 1974 рік. Соціологія Еміля Дюркгейма
- 1975 рік. Сутінки влади
- 1980 рік. Історія ідеї прогресу
- 1983 рік. Упередження: Філософський словник
- 1986 рік. Становлення сучасного суспільства
- 1986 рік. Консерватизм: мрія і реальність
- 1988. Сучасний вік ISBN 0060159022
- 1988 рік. Рузвельт і Сталін: невдале залицяння
- 1992 рік. Викладачі та вчені: Мемуари Берклі під час депресії та війни

### Статті
- «Зовнішня політика та американський розум». Коментар (вересень 1961 р., стор. 194–203).
- «Нова деспотія». Коментар (липень 1976).
- «Чи була американська революція?», The American Conservative, 3 серпня 2012 р.
- "соціальна наука", Britannica Academic. (Основний учасник)

## Подальше читання
- Кері, Джордж В., липень 2010 р., «Нісбет, війна та американська республіка» Archived   , Уявний консерватор
- Черч, Майк, 2012, «Robert Nisbet and the Rise of the Machines», Archived   Уявний консерватор.
- Елліотт, Вінстон, III, 2010, «Війна, криза та централізація влади» Archived   , The Imaginative Conservative (блог).
- Гордон, Даніель. «Голос історії в соціології: Роберт Нісбет про структуру, зміни та автономію», Historical Reflections (2012) 38#1 стор. 43–63
- Хілл, Фред Донован, 1978, «Роберт Нісбет та ідея спільноти», Університетський книжник, том 18, номер 3.
- Манчіні, Метью Дж. «Занадто багато Токвілів: Байка про американський прийом Токвіля», Журнал історії ідей, том 69, номер 2, квітень 2008 р., стор. 245–268.
- МакВільямс, Сьюзен, герой рідного міста: Консерватизм громади Роберта Нісбета проти держави Archived   , The American Conservative (1 лютого 2010 р.)
- Нагель, Роберт Ф., 2004, «Держави та місцевості: коментар до комунітаризму Роберта Нісбета», Publius, Vol. 34, № 4.
- Шрам, Ітан. Інструментальний університет: освіта на службі національного порядку денного після Другої світової війни. Ітака, Нью-Йорк: Cornell University Press, 2019.
- Стоун, Бред Лоуелл, 1998 (весна), «Справжній соціолог: Роберт Нісбет», The Intercollegiate Review: 38–42.
- Стромберг, Джозеф, 2000, «Недооцінений Роберт Нісбет», antiwar.com.
- Томас, Роберт МакГ., «Роберт Нісбет, 82, соціолог і консерватор», The New York Times, 12 вересня 1996 р.
- Вулф, Алан, 2010, «Згадуючи відчуження», Нова Республіка.

## Зовнішні посилання
- 978-1882926480
- Роботи Роберта Нісбета в JSTOR
- Публікації на C-SPAN
- Роберт Нісбет і наші постійні пошуки спільноти